# Alexandr V. Makedonský
Alexander V. Makedonský (řecky Άλέξανδρος Ε'ό Μακεδών, 332? – 294 př. n. l.)  byl makedonský král a třetí nejmladší syn Kassandra a Thessaloniki Makedonské, nevlastní sestry Alexandra Velikého. Vládl mezi lety 297 a 294 př. n. l. spolu se svým bratrem Antipatrem. Když Antipatros zavraždil svou matku a Alexandra zbavil moci, obrátil se k Pyrrhovi a Demétriovi II. o pomoc. Za pomoc jim slíbil Makedonské provincie Ambracii, Akarnanii a Amfilochii. Demetrios byl v té době zaneprázdněn jinými záležitostmi a podle Plútarcha dorazil až poté, když se spory mezi Alexandrem a Antipatrem vyřešily. Demetrius se proto v Makedonii stal nevítaným hostem .